# Български теософски преглед
„Български теософски преглед“ е първото българско теософско списание, официален орган на българския клон към френската секция на Теософското общество.
Списанието излиза от 1904 до 1907 г., като се печата в придворната печатница на братя Прошекови. На страниците му се публикуват трудове на тогавашния президент на Теософското общество Ани Безант, произведения на френски и български теософи и др. Българските автори са посочени с техните псевдоними.
В „Български теософски преглед“ намират място и публицистични текстове по редица актуални проблеми на обществения живот, в това число полемични материали срещу изказалия се критично за теософията Стоян Михайловски и редакционна статия, посветена на възпитанието на престолонаследника и бъдещ цар Борис III и др.
Списанието цели популяризиране на теософията в България.